# Brittiska F3-mästerskapet 1999
Brittiska F3-mästerskapet 1999 var ett race som vanns av Marc Hynes efter en hård fight med Luciano Burti.

## Slutställning
| Plats | Förare             | Poäng |
| ----- | ------------------ | ----- |
| 1     | Marc Hynes         | 213   |
| 2     | Luciano Burti      | 209   |
| 3     | Jenson Button      | 168   |
| 4     | Kristian Kolby     | 153   |
| 5     | Matt Davies        | 113   |
| 6     | Narain Karthikeyan | 104   |